# 大奥 (2010年の映画)
『大奥』（おおおく）は、2010年10月1日公開の日本映画。よしながふみによる漫画『大奥』を原作とし、TBSを中心として製作された時代劇映画およびテレビドラマのシリーズ第1作。主演は二宮和也。
続編として2012年10月期よりTBSテレビにて『大奥〜誕生［有功・家光篇］』が連続ドラマ化され、終了後の12月22日より映画第2作『大奥〜永遠〜［右衛門佐・綱吉篇］』が公開された。
シリーズの内容の特徴から、DVDなどの商品名や紹介では『大奥〈男女逆転〉』や『男女逆転「大奥」』のように表記される場合がある。

## 概要
よしながによる原作は、史実における男女の役回りを逆転させた歴史改変SF作品である。江戸時代の日本で、赤面疱瘡（あかづらほうそう）という若い男性だけがかかる架空の疫病によって男性の数が激減したため、社会の運営が女性を中心としたものとなってゆく……という設定で、男女の逆転した江戸時代の社会を大奥を中心に描いている。
幕府においては、徳川将軍家の女性たちが国を統治する征夷大将軍の座を代々引き継ぎ、江戸城に希少な存在である男性を多数集めた大奥が作られる……という架空の歴史を背景に、歴代の将軍たちと、彼女らをとりまく男たちの愛憎が描かれる。
このストーリーを基に若手の人気俳優をメインキャストに据えた映像作品化が企画され、映画の第1作は、原作における第1巻を基にした「水野・吉宗篇」というべき内容で、主演の二宮和也が水野、柴咲コウが吉宗を演じ、興行収入23.2億円を記録した。
この好評を受けて2012年、続編として連続テレビドラマと映画第2作の製作が発表された。スタッフは映画第1作を手がけた金子文紀ほかが監督を務める同一のプロジェクトである。

## キャスト

### 主要人物
水野祐之進（みずの ゆうのしん）
演 - 二宮和也
武士道を極める一本気な青年。奇病により男性が少なくなったこの時代、子供を持つことを望む女性たちに無償で協力している。お信とは幼馴染で両想いだが、身分違いの恋である。武士の家だがすっかり困窮してしまい、両親と姉のため、そしてお信との叶わぬ恋を断ち切るために大奥に入る。大奥にあがったばかりの頃は同僚からいじめを受け、本人も下町育ちの江戸っ子気質で「売られた喧嘩を買って」しまったところを、杉下に助けられる。大奥の作法も掃除のやり方も杉下から教わった。藤波や松島に認められ昇格するが、それは2人の作略であり、結果、吉宗の御内証の方に選ばれた。当初は御内証の意味を理解していなかったが、理解すると腹を括った。
徳川吉宗（とくがわ よしむね）
演 - 柴咲コウ
徳川八代目将軍。果断な性格で「大奥」にも大ナタを振るう。頭脳明晰であり、人の心を読むことが得意。権力だけのために人を陥れる人間を嫌う。「国が良くなること」ばかりを考えており、大奥の小難しい仕組みは将軍であるのに全く理解しておらず、初めて見た水野が派手な身なりの男たちの中で唯一男らしい真っ黒な着物を着ていた事と、まっすぐな瞳なことから御内証の方に選ぶも、御内証のその後の行方は知らず、動揺してしまう。ラストには大胆な決断を国のために行った。「吉宗」は成人した際の名前であり、子供の頃は別な名前で呼ばれていた。
お信（おのぶ）
演 - 堀北真希
水野の幼なじみ。お淑やかな性格でしっかりしているが、時折子供っぽい一面も見せる。薬種問屋の一人娘。男が少なくなった現代では、跡取り娘であるため、さらに奇病で繁盛している薬種問屋では、水野とは身分が違うため、叶わぬ恋をしている。水野が大奥に入る時にはショックを受けたが、仕方ないと身を引く。変装し城下の状況を視察しにきた吉宗に誤って撒き水をかけてしまうが「活気があって良い」と言われた。
鶴岡（つるおか）
演 - 大倉忠義
松島から手厚い寵愛を受けている美少年。大奥きっての剣の達人。自らの美貌や才能を自負しており、松島の寵愛のお陰で大部屋で生活する事もなく松島の部屋でお膳も運ばれる生活をし、周囲よりも上の立場である事や将来が安泰な事から、高飛車な態度をとっていた。しかし、松島が水野を利用して出世するために、あっさりと捨てられ「松島が水野に心移りした」と勘違いし自暴自棄となり、水野と真剣で対決するように挑む。しかし水野は「吉宗様を守るための刀」と、最後の最後まで真剣を抜かず、全てに終わりを悟る。
垣添（かきぞえ）
演 - 中村蒼
呉服の間。水野の昇格後に世話役となる。大奥のしきたりに浸かりきっており、水野に恋をする。呉服に関しての知識は豊富であり、水野が吉宗に会うための装束のデザインをアドバイスした。水野の意見を採用しながら「粋」な着物を作り、褒美としてあるものを欲しがった。
松島（まつしま）
演 - 玉木宏（特別出演）
聡明さと美貌で群を抜く。藤波からの寵愛を受けている。鶴岡を利用するために寵愛していたが、鶴岡は松島のことばかりを好きになり、高飛車になり、ぬるま湯に浸かるような生活の中で、水野を見出し、鶴岡には肌も触れることすら許さずあっさりと捨てた。
水野頼宣（みずの よりのぶ）
演 - 倍賞美津子
水野の母。ダメな息子を注意する。大奥入りに反対していた。
水野の父
演 - 竹脇無我
旗本。息子が大奥に入ることを静かに受け入れたが、死ぬまで会えない事を悟っていた。
加納久通（かのう ひさみち）
演 - 和久井映見
吉宗の幼なじみで腹心の部下。しきたりに詳しく、藤波とは互いに口にはしないが牽制し合う。吉宗とは異なり、穏やかであるが幼なじみなため吉宗に注意する事もある。しかし互いに国を思う気持ちは変わらない。
杉下（すぎした）
演 - 阿部サダヲ
大奥の古株。年齢まで入ったばかりの水野とほぼ変わらない地位である。本人は自らの風貌が良くなく、剣術の才能も低い事を自覚している。大奥のしきたりを熟知しており、水野にアドバイスをする。大奥の裏側も熟知しているため、大奥を嫌っているが、それらについては達観しており諦めている。ラストで吉宗の大胆な決断により、人生が大きく変わる事となる。
藤波（ふじなみ）
演 - 佐々木蔵之介
野心家の大奥総取締役。吉宗を操り、国を思うがままに動かしたいと密かに考えており、そのためには下の人間を利用することもいとわない。松島を寵愛しているが、実際には利用しているに過ぎない。水野の才能に目をつけて利用するが、ラストにて吉宗の大胆な決断により、人生が大きく変わる。

### その他
瀬川（せがわ）
演 - 細田よしひこ
水野と共に吉宗に会う権利を得ている。
白河（しらかわ）
演 - 竹財輝之助
柏木（かしわぎ）
演 - 松島庄汰
副島（そえじま）
演 - ムロツヨシ
大奥に入ったばかりの水野をいじめる。風貌が良くないために昇格出来ない故の憂さ晴らしであった。
山元（やまもと）
演 - 崎本大海
石塚（いしづか）
演 - 三上真史
三郎左（さぶろうざ）
演 - 金子ノブアキ
吉宗の忠臣。吉宗が城下へ視察に行った際に共に行動した。表立った行動はせず、吉宗に内密な用事を頼まれる。剣術にも長けている。
水野志乃（みずの しの）
演 - 白羽ゆり
水野の姉。しっかりした性格だが、弟が大奥へ入ることには泣いて反対した。
三田村（みたむら）
演 - 田上晃吉
八重（やえ）
演 - 宍戸美和公
子供が欲しいために水野に協力を頼んだ。水野に感謝しており、報酬を渡そうとしたが断られ「元気な子供を産みなさい」と言われて泣いてしまう。
御伽坊主（おとぎぼうず）
演 - 浅野和之
大岡忠相（おおおか ただすけ）（越前）
演 - 板谷由夏
間部詮房（まなべ あきふさ）
演 - 菊川怜
7代家継に側用人として仕えていたが、その死後新しく将軍となった吉宗の質素倹約の方針に従わなかったため失脚した。
村瀬の声
演 - 大滝秀治

## 製作

### 企画・制作
映画化の話は、約5年前から進められていた。当時は原作コミックが1巻しか発売されていなかったこともあり、今回の映画化も必然的に1巻の映像化となった。
映画の企画段階であった5年前から、企画書の吉宗役には柴咲コウの名前があった。原作者であるよしながふみ自身も当時からそれを熱望しており、スタッフ、原作者の思いが5年経ってようやく実現する形となった。監督は「続編をするならぜひまた二宮さん柴咲さんで」と語っている。
映画の企画はアスミック・エースと松竹によるものだが、撮影においては東映京都撮影所が会社の枠を超えた全面的な協力を行い、スタジオや所作指導などを提供し、ロケーションでは二条城、西本願寺、仁和寺、青蓮院門跡、三井寺など、世界遺産や国宝の建造物での撮影が可能になった。本来は首都圏での撮影を行う予定であったキャスト・スタッフも、撮影開始2か月半前に京都へ移動することを決め、ウィークリーマンションに滞在して制作を行った。このような協力体制ができた背景には、制作当時の京都で撮影される時代劇の減少に対する危機感があり、日本映画界全体で時代劇の技術の継承をつないでいこうという発想があった。
前売り券第1弾は5月1日に発売され、1日でほぼ完売。第2弾は5月15日に発売。8月28日には『大奥 公式ガイドブック-大奥細見-』がコミック6巻と同時に発売された。

### スタッフ
- 監督：金子文紀
- 脚本：高橋ナツコ
- 音楽：村松崇継
- 主題歌：嵐「Dear Snow」（J Storm）
- エグゼクティブプロデューサー：豊島雅郎、濱名一哉
- プロデューサー：荒木美也子、磯山晶
- アソシエイトプロデューサー：渡邉敬介
- 撮影：喜久村徳章
- 照明：長田達也
- 録音：山方浩
- 美術：花谷秀文
- 装飾：山下順弘
- 衣裳デザイン：小川久美子
- ヘアメイク：藤懿裕美子
- 花装飾：横井紅炎
- 編集：松尾茂樹
- 助監督：藤江儀全
- 監督補：芝崎弘記
- スクリプター：古保美友紀
- 制作担当：山本礼二
- VFXスーパーバイザー：小坂一順
- 美術プロデューサー：竹村寧人
- 音楽プロデューサー：志田博英
- ラインプロデューサー：鈴木嘉弘
- 企画・制作：アスミック・エース、TBSテレビ
- 制作協力：イメージフィールド
- 製作：男女逆転「大奥」製作委員会（アスミック・エース、TBSテレビ、ジェイストーム、松竹、毎日放送、白泉社、電通、中部日本放送、RKB毎日放送、Yahoo! JAPAN）
- 配給：松竹、アスミック・エース

## 封切り
2010年10月1,2,3日初日3日間で興収4億6515万8500円、動員は39万5,703人（土日成績は興収2億9740万900円、動員23万738人）になり映画観客動員ランキング（興行通信社調べ）で初登場第2位となった。
2011年4月15日にはDVD、Blu-rayで発売された。この際、2006年に公開された東映・フジテレビ制作の映画『大奥』との混同を避けるため、販売の都合上、DVDおよびBlu-rayの商品名はタイトルに〈男女逆転〉と併記されたものとなっている。ただし、作品名自体は映画公開時と変わらず、商品そのものには併記されていない。
2011年にはオーストラリアで開催された第15回日本映画祭にて、"The Lady Shogun and Her Men"のタイトルで11月20日にシドニー、12月6日にメルボルンで上映された。
2012年10月3日、テレビドラマ版の放送開始に合わせてTBSテレビで地上波初放送された。視聴率は、10.3%

## 受賞
- 第34回日本アカデミー賞 優秀美術賞 - 花谷秀文

## 関連商品
DVD・Blu-ray Disc
発売元：アスミック、TBS、販売元：松竹よりいずれも2011年4月15日発売。
本編117分＋特典映像、リージョンナンバー2(NTSC・日本市場向け)
通常版にはオーディオ・コメンタリー（金子監督・二宮和也・磯山プロデューサー、荒木プロデューサー）、劇場予告編・TVスポット映像集を収録。
豪華版は初回限定生産で2枚組。特典は上記コメンタリーに加え、特典ディスクにTBS特番「奥の奥まで徹底解剖スペシャル！」再編集版、未使用シーン、メイキング、人物別インタビューなどを収録。封入特典として大奥お目見えフォト・ブックレット、大奥お守り（流水紋柄）、大奥ポストカード10枚セット（各B6サイズ）。
- 男女逆転大奥／豪華版ブルーレイ
- 男女逆転大奥／豪華版DVD
- 男女逆転大奥／通常版ブルーレイ
- 男女逆転大奥／通常版DVD

書籍
- よしながふみ、男女逆転「大奥」製作委員会『映画＆原作「大奥」公式ガイドブック -大奥細見-』白泉社〈ジェッツコミックス〉2010年、ISBN 978-4-592-14800-5
- 横井紅炎『大奥・花絵巻 -横井紅炎作品集- 映画「大奥」を活ける』草土出版、2010年、ISBN 978-4-434-14815-6
  - 映画内の生け花作品の写真集。